# 山田治徳
山田 治徳（やまだ　はるのり、1960年 - ）は、日本の経済学者、元大蔵官僚。早稲田大学政治経済学術院公共経営科教授。早稲田大学マニフェスト研究所所長。専門は公共政策学（政策評価・行政評価・自治体改革・自治体経営とガバナンス）。

## 経歴
福井県鯖江市出身。福井県立藤島高等学校卒業。早稲田大学政治経済学部経済学科卒業後、大蔵省（現・財務省）に入省、理財局で民営化企業の株式売却等に関わる。大蔵省在職中に人事院長期在外研究員として渡米、ジョージタウン大学大学院公共政策学課程を修了する。外務省出向、三菱総合研究所勤務を経て、1998年、九州大学法学部助教授に就任。一橋大学法学部、東北大学法学部等でも非常勤講師を務める。2003年、早稲田大学政治経済学術院公共経営科創設と同時に教授に就任。2015年、早稲田大学マニフェスト研究所所長。
科学的・合理的手法に基づいた行政運営や政策形成を可能にする計量行政学の先駆者である。積極的な情報公開と理論に裏付けられた政策説明が行政改革の鍵を握る、と主張。 行政はプロデューサーとしての責任は常に負うものの、「漕ぎ手」から、頭を使う「舵取り」に変わるという発想の転換が必要不可欠とし、行政の過度な自前主義を批判している。

## 書籍
- 1990年  『政策評価の技法』　日本評論社
- 1990年  『建設国債の政治経済学 ― なぜ投資国債論を提唱するのか』　日本評論社